# Richard Evelyn Byrd
Richard Evelyn Byrd (født 25. oktober 1888, død 11. marts 1957) var en amerikansk admiral, polarforsker og flypioner. Han deltog som ekspeditionsleder og navigatør på flyvninger som krydsede Atlanterhavet, dele af Polarhavet og dele af Antarktis. Byrd hævdede, at hans ekspeditioner var de første, som havde nået både Nordpolen og Sydpolen med fly.

## Liv og gerning
Richard Evelyn Byrd blev født i en rig familie i Virginia den 25. oktober, 1888. Han startede sin uddannelse ved University of Virginia før han søgte over til og blev uddannet ved United States Naval Academy i 1912. Han lærte at flyve under 1. verdenskrig som kadet i den amerikanske marine US Navyhvor han fik en stærk interesse for flyvning og udviklede nye teknikker for navigering af fly i åbent farvand, brug af afdriftsindikator og sekstant. Hans ekspertise på dette område førte til, at han blev udtaget til marinens atlanterhavsflyvning i 1919. Af de tre NC-4 vandfly var det kun et, som fuldførte turen.

## Flyvning mod nordpolen, 1926
Den 9. maj 1926 gjorde Byrd og Floyd Bennett et forsøg på at fly over nordpolen. Ved tilbagekomsten til Ny-Ålesund på Spitsbergen hævdede de at have været over polen, men de var ikke i stand til at præsentere navigationsdate, som kunne bekræfte deres påstand. Senere granskning af deres dagbøger, rejsetiden, flyets fart og analyser af vejr- og vindforhold førte til, at blandt andre Bernt Balchen har fremsat betydelig tvivl, om de virkelig nåede nordpolen. Ikke desto mindre skaffede turen Byrd berømmelse og sikrede ham finansiel støtte for videre fremstød mod sydpolen

## Atlanterhavsflyvningen 1927
Byrd med et mandskab på tre, blandt dem Bernt Balchen, gjorde med en Fokker Trimotor navngivet America et forsøg på at flyve non-stop fra New York den 29. juni 1927 til Paris. Turen endte med en nødlanding i Bretagne

## Første ekspedition til Antarktis og Sydpolen, 1928-1930
I 1928 startede Byrd sin første ekspedition til Antarktis. Ekspeditionen omfattede to fartøjer og tre fly. En base blev oprettet i Hvalbukta på Rossbarrieren, og de startede videnskabelige ekspeditioner med hundeslæde, snowmobile, og fly. Fotografiske ekspeditioner og geologiske undersøgelser blev foretaget gennem den antarktiske sommer. Ekspeditionen havde konstant radioforbindelse med omverdenen
Efter sin første vinter på basen blev ekspeditionen genoptaget og den berømte flyvning mod sydpolen og tilbage startede. Byrd, fløj de "Floyd Bennett" til sydpolen og tilbage i løbet af 18 timer, 41 minutter sammen med sin co-pilot/navigatør Bernt Balchen, co-pilot/radioman Harold June, og fotograf Ashley McKinley. De havde vanskeligheder med at få tilstrækkelig højde for at nå op til Polplateauet og måtte dumpe, tomme bensintønder såvel som al reserveproviant. Turen blev gennemført med held og førte Byrd ind i historiebøgerne. Efter endnu en sommer returnerede ekspeditionen den 18. juni 1930.
Med på denne ekspedition var den unge spejder Paul Siple, der hjalp med ved de forskellige videnskabelige undersøgelser. Hans eget hovedområde på ekspeditionen var studiet af pingviner. Ekspeditionen lagde grunden til hans livslange karriere indenfor antarktisk forskning og polarudrustning. På en senere ekspedition fastlagde han kuldeindekset.

## Byrds senere ekspeditioner til Antarktis
Byrd gennemførte yderligere fire ekspeditioner til Antarktis 1933-35, 1939-40, 1946-47 og 1955-56.
På sin anden ekspedition i 1934 tilbragte Byrd fem vintermåneder alene i en hytte og udførte meteorologiske målinger. Han blev kulilteforgiftet og var nær ved at omkomme. Det var kun på grund af, at hans daglige radiomeldinger blev uklare, at hans kolleger ved basen fattede mistanke og drog afsted til hytten. Efter to mislykkede ture kom ekspeditionens læge og to mænd frem til hytten. De opholdt sig der til 12. oktober, da et fly fra basen kunne hente Byrd og lægen. De andre vendte tilbage til basen med traktor.
Byrds tredje ekspedition, United States Antarctic Service Expedition, var den første, hvor han havde officiel støtte fra den amerikanske regering. Blot få måneder efter ankomsten til Antarktis måtte han returnere til Washington i marts 1940, da det på grund af 2. verdenskrig var ønskeligt med hans tilstedeværelse i USA. Resten af ekspeditionen forblev i Antarktis.
Den fjerde ekspedition, Operation Highjump, var den hidtil største antarktiske ekspedition.
Byrd ledede også Operation Deep Freeze, hvor der blev oprettet en permanent antarktisk base ved McMurdo Sound, i Hvalbukta og på sydpolen i 1955. Denne gang var han ledsaget af Andrew Van Mincey, som Minceybræen er opkaldt efter. Denne gang blev han kun nogen få måneder i Antarktis.

## Udmærkelser
Da Richard Byrd døde den 12. marts 1957, havde han opnået at få 22 udmærkelser, af disse blev ni tildelt for tapperhed og to for heltemod ved at redde andres liv.
Blandt medaljerne er Medal of Honor, Congressional Life Saving Medal, Navy Distinguished Service Medal, Distinguished Flying Cross og Navy Cross.
I 1927 blev flyvepladsen i City of Richmond navngivet "Richard Evelyn Byrd Flying Field", senere omdøbt til Richmond International Airport, i Henrico County. Byrds Fairchild FC-2W2, NX8006, Stars And Stripes befinder sig i Virginia Aviation Museum på udlån fra National Air and Space Museum, Washington, D.C.
Et krater på Månen har fået hans navn, og Mount Byrd på Rossøen i Antarktis er opkaldt efter ham. Ved den amerikanske Antarktis-base McMurdo Station er opført Richard E. Byrd Historic Monument, en bronzebuste på sort marmor opført i 1965 med beskrivelse af Richard Byrds polarvirksomhed. Busten er opført på Antarktistraktatens liste over historiske steder og kulturminder i Antarktis.
Byrd blev indlemmet i National Aviation Hall of Fame i 1968.